# Joseph-Henri Léveillé
Joseph-Henri Léveillé (Crux-la-Ville, departamento de Nièvre, 28 de mayo de 1796 - 3 de febrero de 1870) fue un médico y micólogo francés.
Estudia Medicina y Micología en la Universidad de París, y en 1824 recibe su doctorado. En su artículo de 1837 Sur le hymenium des champignons, es el primero en dar una descripción completa del basidio y del cistidio de los hongos basidiomicetos

## Algunas publicaciones
- Memoire sur le genre Sclerotium, 1843
- Considérations mycologiques, suivies d'une nouvelle classification des champignons, 1846
- Iconographie des Champignons de Paulet, 1855

- La abreviatura «Lév.» se emplea para indicar a Joseph-Henri Léveillé como autoridad en la descripción y clasificación científica de los vegetales.[1]

ttypa ra que lo guien